# Bitomus novohebridicus
Bitomus novohebridicus är en stekelart som först beskrevs av Fischer 1966.  Bitomus novohebridicus ingår i släktet Bitomus och familjen bracksteklar. Inga underarter finns listade.